# Violeta Zabulică
Violeta Zabulică (* 30 aprilie 1966), este o pictoriță din Basarabia, originară din Chișinău. Căutările sale artistice o aduc în "avangarda elitei de creație" de la Chișinău, după cum consideră unii critici.

## Studii, educație
- 1981 - 1985- Colegiul de arte plastice "Al. Plămădeală", Chișinău, Moldova
- 1985 - 1991 - Universitatea de Arte, Chișinău, Moldova

## Expoziții solo
1990 - Sala UAPM, Chișinău, Moldova

## Expoziții grup
- 1989 - Expoziție de artă non-figurativă, Chișinău, Moldova
- 1990 - " POISK, " Sala UAPM, Chișinau, Moldova
- 1990 - Expoziția de vară, Sala UAP, Chișinău, Moldova
- 1991- "Autumnala", Chișinău, Moldova
- 1992 - Expoziție de artă non-figurativă, Chisinau, Moldova
- 1993 - "Autumnala", Sala UAP, Chișinău, Moldova
- 1995 - Câmpu-Lung Moldovenesc, România
- 1996 - Suceava, România
- 1997 - "Reflections", Chișinău, Moldova
- 1998 - Palatul Parlamentului, București, România
- 1999 - Expoziție de miniaturi textile, Chișinău, Moldova
- 1999 - Expoziție de textile "Dialog", Chișinău, Moldova
- 2000 - Sala UAP, Chișinău, Moldova
- 2000 - Expoziție-concurs "Moisei Gamburg", Muzeul Național de Arte Plastice, Chișinău, Moldova